# Josep Balmes Parramón
Josep Balmes Parramón (Montesquiu, Catalunya, 20 de gener de 1927-Santiago de Xile, 28 d'agost de 2016), més conegut com a José Balmes, va ser un pintor catalano-xilè, Premi Nacional d'Arts Plàstiques 1999.

## Biografia
José Balmes, va néixer el 1927 a Montesquiu, Osona, on va viure la seva infància fins a esclatar la Guerra Civil Espanyola (1936). Tres anys més tard, després de la victòria franquista, Balmes amb la seva família es va veure obligat a abandonar la ciutat. El seu pare, Damià Balmes, era alcalde per Esquerra Republicana de Catalunya.
Va viatjar a Valparaíso (Xile) amb el Winnipeg, després de l'ajuda del govern d'aquest país als republicans espanyols. A Xile, Balmes va acabar l'educació secundària en el Liceo Barros Borgoño i el 1943 va ingressar a l'Escola de Belles arts de la Universitat de Xile. Allí va tenir com a mestres a Pablo Burchard i Camilo Mori. El 1947 va obtenir la nacionalitat xilena.
A la universitat es va relacionar amb altres artistes, entre els quals es trobava Gracia Barrios, futura Premi Nacional d'Arts amb qui contrauria matrimoni el 1952 (la parella va tenir una filla el 1957). Continuaria estant lligat a la Universitat de Xile com a acadèmic (1950-1973) i degà de la Facultat d'Arts (1972-1973); entre els seus deixebles es compta Patricio Court, qui va ser el seu alumne de pintura i al qual ha influenciat, així com també a Francisco Brugnoli, Eugenio Dittborn, Patricia Israel i Eugenio Téllez.
Al costat de Barrios i altres artistes, conformaria el grup informalista Signo, amb qui presentaria obres a Barcelona, Madrid i París.
De coneguda militància comunista i havent estat durant diversos períodes membre del Comitè Central del Partit Comunista de Xile, gran part de la seva carrera ha estat lligada a la vida política. Va secundar activament el govern de la Unitat Popular encapçalat per Salvador Allende i va haver de partir a l'exili a França després del cop d'estat, on va continuar desenvolupant la seva carrera artística i va ser professor a la Universitat de París I Panthéon-Sorbonne.
El 1986 Balmes va tornar a Xile, després de la qual cosa rebria múltiples distincions com el Premi Nacional d'Arts Plàstiques de Xile 1999 i el Premi Altazor 2002, entre d'altres.
Va ser director del Museu de la Solidaritat Salvador Allende entre 2006 i 2010.
El 2012 el documentalista xilè Pablo Trujillo Novoa va filmar el llargmetratge documental Balmes: El doble exilio de la pintura, sobre la vida de l'artista des que es va embarcar en el Winnipeg.
Balnes va deixar de pintar el 2014, dos anys abans de la seva mort. Va morir el diumenge 28 d'agost de 2016 en la Clínica Las Condes, on estava internat per un quadre de pneumònia des de principis d'aquest mes. Les seves restes van ser vetllades al saló Blanc del Museu Nacional de Belles arts (MNBA). La llavors presidenta Michelle Bachelet va decretar dol nacional fins al 30 d'agost per la mort del pintor; aquest dia va haver-hi una cerimònia oficial al Museu, on hi va participar la mandatària, i després una caravana va partir rumb al cementiri del Totoral (El Quisco), on Balmes va ser enterrat.
Conchita Balmes va anunciar a l'abril de 2018 que esperava que la Fundació Balmes-Barrios estigués legalment constituïda a finals d'any. Ella i la seva filla Elisa Triviño, que treballen en un cadastre de les obres de la parella amb la finalitat d'elaborar un catàleg raonat, volguessin que la seu de la Fundació estigués en la històrica casa de Ñuñoa on tots dos Premis Nacionals tenien el seu taller i que, a més, aquesta es converteixi en una casa-museu.

## Premis i reconeixements
- Premi en la II Biennal de Mèxic (1960)
- Premi de la Crítica, Santiago (1984)
- Primer Premi Biennal Iberoamericana d'Art sobre paper a Buenos Aires, l'Argentina (1986)
- Professor Emèrit de la Universitat de Xile (1996)
- Premi Michoacán, Esment Pintura, atorgat per la Comissió Nacional de Cultura del Partit Comunista de Xile (1997)[7]
- Premi Nacional d'Arts, Santiago, Xile (1999)
- Premi Altazor, Santiago, Xile (2002)[8]